# Reto Gertschen
Reto Gertschen (Bern, 7 februari 1965) is een Zwitsers voormalig voetballer die speelde als middenvelder.

## Carrière
Gertschen speelde van 1982 tot 1987 voor BSC Young Boys met hen won hij de landstitel in 1986 en de beker het jaar erop. Daarna ging hij spelen voor Lausanne Sports tot in 1990. Van 1990 tot 1993 speelde hij voor FC Sion waarmee hij de beker won in 1991 en landskampioen werd in 1992. In 1993 verliet hij de club en trok naar Servette FC waar hij alweer vertrok in 1995. Nadien speelde hij nog voor FC St. Gallen, BSC Young Boys en eindigen deed hij bij SC Bümpliz 78.
Hij speelde eenmaal voor Zwitserland waarin hij niet kon scoren.
Na zijn spelerscarrière werd hij jeugdcoach van 2012 tot 2017 bij het Zwitserse nationale team.

## Erelijst
- BSC Young Boys
  - Landskampioen: 1986
  - Zwitserse voetbalbeker: 1987
- FC Sion
  - Landskampioen: 1992
  - Zwitserse voetbalbeker: 1991